# 釜山広域市
座標: 北緯35度06分 東経129度02分 / 北緯35.100度 東経129.033度
釜山広域市（プサンこういきし、ふざん こういきし、韓: 부산광역시 英: Busan Metropolitan City）は、大韓民国南東部に位置する広域市。
ソウルに次ぐ韓国第2の都市であり、古来より日本と朝鮮半島を結ぶ交通の要衝として知られる。コンテナ取扱量で世界7位の釜山港を有する大規模港湾都市でもある。

## 地理
朝鮮半島南東端に位置し、韓国の主要都市中で最も日本の近くに位置する。大韓海峡（朝鮮海峡、韓国では釜山海峡）を挟んで対馬を望む事ができ（海雲台区の冬柏などから肉眼で見える日が年間約60日あり）、下関市・福岡市までは200kmほどの距離である。このため、日本との関係も密接であり、とくに下関市・福岡市などの九州北部や山口県との関係が深い。
現在は広域市に位置づけられ、道には属さないが、1962年までは慶尚南道に属していた。道から独立後も1983年6月まで慶尚南道庁の所在地であった。朝鮮の地方区分でいう慶尚道地方（東南地方、嶺南地方）の中心都市である。

### 隣接自治体
- 北 - 蔚山広域市、梁山市（慶尚南道）
- 西 - 金海市（慶尚南道）、昌原市（慶尚南道）

読み、各種表記は大韓民国の地方行政区画を参照。

## 気候
朝鮮半島の南端に位置するため、比較的温暖な気候である。最高気温極値は37.3℃（2016年8月14日）、最低気温極値は −14.0℃（1915年1月13日）、過去最深積雪は37.2 cm（2005年3月6日）である。2005年3月の大雪はそれまでの最深積雪記録（1945年2月25日）の22.5cmを60年ぶりに大幅に塗り替える記録的な大雪となった。過去に20cm以上の積雪は前述の2度しかなく、例年は積雪はほとんどない。2011年1月16日には、午前の最低気温が −12.8℃を記録し、1915年以来96年ぶりの大寒波に見舞われた。
地理学でのケッペンの気候区分では、かつては温暖湿潤気候の代表的な都市とされていた。近年の夏季の降水量の増大で、最多雨月は7月で316.9mm、最少雨月は12月で22.8mmである為、温帯夏雨気候に変化した。
| 釜山広域市（釜山気象観測所）の気候                          | 釜山広域市（釜山気象観測所）の気候 | 釜山広域市（釜山気象観測所）の気候 | 釜山広域市（釜山気象観測所）の気候 | 釜山広域市（釜山気象観測所）の気候 | 釜山広域市（釜山気象観測所）の気候 | 釜山広域市（釜山気象観測所）の気候 | 釜山広域市（釜山気象観測所）の気候 | 釜山広域市（釜山気象観測所）の気候 | 釜山広域市（釜山気象観測所）の気候 | 釜山広域市（釜山気象観測所）の気候 | 釜山広域市（釜山気象観測所）の気候 | 釜山広域市（釜山気象観測所）の気候 | 釜山広域市（釜山気象観測所）の気候 |
| 月                                                          | 1月                                | 2月                                | 3月                                | 4月                                | 5月                                | 6月                                | 7月                                | 8月                                | 9月                                | 10月                               | 11月                               | 12月                               | 年                                 |
| ----------------------------------------------------------- | ---------------------------------- | ---------------------------------- | ---------------------------------- | ---------------------------------- | ---------------------------------- | ---------------------------------- | ---------------------------------- | ---------------------------------- | ---------------------------------- | ---------------------------------- | ---------------------------------- | ---------------------------------- | ---------------------------------- |
| 最高気温記録 °C （°F）                                      | 18.4 (65.1)                        | 20.3 (68.5)                        | 22.9 (73.2)                        | 28.1 (82.6)                        | 34.0 (93.2)                        | 33.4 (92.1)                        | 35.8 (96.4)                        | 37.3 (99.1)                        | 35.2 (95.4)                        | 30.8 (87.4)                        | 25.6 (78.1)                        | 20.9 (69.6)                        | 37.3 (99.1)                        |
| 平均最高気温 °C （°F）                                      | 8.2 (46.8)                         | 10.2 (50.4)                        | 13.8 (56.8)                        | 18.2 (64.8)                        | 22.0 (71.6)                        | 24.6 (76.3)                        | 27.5 (81.5)                        | 29.5 (85.1)                        | 26.4 (79.5)                        | 22.5 (72.5)                        | 16.6 (61.9)                        | 10.4 (50.7)                        | 19.2 (66.6)                        |
| 日平均気温 °C （°F）                                        | 3.6 (38.5)                         | 5.4 (41.7)                         | 9.1 (48.4)                         | 13.8 (56.8)                        | 17.9 (64.2)                        | 21.0 (69.8)                        | 24.4 (75.9)                        | 26.1 (79)                          | 22.6 (72.7)                        | 17.9 (64.2)                        | 11.9 (53.4)                        | 5.8 (42.4)                         | 15.0 (59)                          |
| 平均最低気温 °C （°F）                                      | −0.1 (31.8)                        | 1.5 (34.7)                         | 5.3 (41.5)                         | 10.1 (50.2)                        | 14.6 (58.3)                        | 18.3 (64.9)                        | 22.1 (71.8)                        | 23.7 (74.7)                        | 19.8 (67.6)                        | 14.5 (58.1)                        | 8.3 (46.9)                         | 2.0 (35.6)                         | 11.7 (53.1)                        |
| 最低気温記録 °C （°F）                                      | −14.0 (6.8)                        | −12.6 (9.3)                        | −9.7 (14.5)                        | −1.5 (29.3)                        | 5.4 (41.7)                         | 9.3 (48.7)                         | 13.8 (56.8)                        | 15.4 (59.7)                        | 9.6 (49.3)                         | 1.8 (35.2)                         | −6.5 (20.3)                        | −12.0 (10.4)                       | −14.0 (6.8)                        |
| 降水量 mm （inch）                                          | 34.5 (1.358)                       | 49.6 (1.953)                       | 89.7 (3.531)                       | 140.9 (5.547)                      | 155.9 (6.138)                      | 188.4 (7.417)                      | 326.8 (12.866)                     | 266.5 (10.492)                     | 160.6 (6.323)                      | 79.6 (3.134)                       | 50.4 (1.984)                       | 33.8 (1.331)                       | 1,576.7 (62.075)                   |
| 平均降水日数 （≥0.1 mm）                                    | 5.4                                | 5.9                                | 8.3                                | 9.2                                | 9.1                                | 10.4                               | 13.6                               | 11.9                               | 9.2                                | 5.3                                | 6.0                                | 4.7                                | 99.0                               |
| 平均降雪日数                                                | 1.4                                | 1.2                                | 0.5                                | 0.0                                | 0.0                                | 0.0                                | 0.0                                | 0.0                                | 0.0                                | 0.0                                | 0.1                                | 0.9                                | 4.1                                |
| % 湿度                                                      | 46.8                               | 49.4                               | 56.0                               | 61.1                               | 68.3                               | 76.8                               | 83.4                               | 78.5                               | 72.6                               | 62.7                               | 56.3                               | 48.1                               | 63.3                               |
| 平均月間日照時間                                            | 203.1                              | 189.4                              | 202.0                              | 212.6                              | 228.5                              | 180.3                              | 172.3                              | 199.2                              | 173.8                              | 212.1                              | 195.5                              | 205.6                              | 2,374.4                            |
| 出典：韓国気象庁 (平均値：1991年-2020年、極値：1904年-現在) |                                    |                                    |                                    |                                    |                                    |                                    |                                    |                                    |                                    |                                    |                                    |                                    |                                    |

## 歴史

### 古代
後に狗邪韓国（金官国）そして任那となる地域は、弥生時代中期（前4、3世紀）に入り従来の土器とは様式の全く異なる弥生土器が急増し始めるが、これは後の任那に繋がる地域へ倭人が進出した結果と見られる。朝鮮半島における倭国の北端である『三国志』魏書東夷伝倭人条の項目における狗邪韓国（くやかんこく）の後継にあたる金官国を中心とする地域に含まれる。
古代は任那（伽耶）に含まれる地域である。新羅に合併された時に居漆山郡になり、統一新羅時代の757年に良州（現在の梁山市）所属の東萊郡を設置、現在の市街地地域に東平県、機張郡に機張県が東莱郡の下に設けられているが、地域の中心は金海にあった。
任那について倭が新羅や百済を臣民とした等と書かれている、広開土王碑日本軍改竄説が否定され、またいくつもの日本固有の前方後円墳が朝鮮半島南部で発見され始めたことなどから、近年ヤマト朝廷そのもの或いは深い関連を持つ集団によるこの地域の統治権、軍事統括権および徴税権の存在について認める様々な見解が発表されている。

### 中世・近世
高麗時代の富山浦は蔚州の東莱県に所属する漁村であった。
李氏朝鮮（朝鮮王朝）時代、釜山地域にははじめ東莱県、のちに東萊府（東莱都護府）が置かれた。対日防衛の要衝であることから慶尚左道都万戸が置かれた。また、対日交易の拠点としても重要な位置を占め、15世紀始めには富山浦に日本人居留地である倭館が設置された（浦所倭館）。以後、釜山地域は三浦の乱や文禄・慶長の役など中世日朝関係の曲折の舞台となった。
朝鮮王朝と江戸幕府の交渉が復活すると、龍頭山一帯に対馬藩の草梁倭館が設置された。江戸時代、「鎖国」(海禁)時代の日本では、蝦夷地および琉球とともに、日本人が国外、域外に往来できる限られた場所となった。

### 近代
1877年の日朝修好条規によって朝鮮が開国した際、3ヶ所の開港地（他の2港は仁川・元山）の一つとなり、倭館はひきつづき日本人居留地となった。以後、釜山港の貿易港としての整備とともに、港湾都市釜山は発展することになる。1905年には鉄道（京釜線）が開通し、釜山駅が開業した。
この間、行政面では1895年に慶尚道が廃止されて東萊府（二十三府制）になったが、翌年に慶尚南道になり、道庁が釜山に置かれた。
日本統治時代の1914年には行政区画の整理が行われた。このとき、旧釜山府の日本人居留地一帯（釜山港周辺）を新釜山府として編成した。郊外部では旧釜山府の農村部と機張郡を東萊郡として改編した。
以後、日本統治下では1936・42年の二度にわたって釜山府は府域拡張を行っている。1936年には西面など（現・釜山鎮区などの一帯）が、1942年には東莱邑など（現・東萊区などの一帯）が東莱郡から府域に編入された。
1940年1月6日、釜山市沖合で密航船が転覆。密航者114人が行方不明。

### 第二次世界大戦後
1949年に釜山府は釜山市に改称した。1950年に朝鮮戦争が勃発し、ソウルが陥落すると、釜山は1953年まで大韓民国の臨時首都となった。釜山には戦争を避けた難民が多く移り住み、人口が増加した。
1957年には出張所を改めて区が設置され、1963年には釜山直轄市に昇格した。朝鮮戦争後は、金海郡の一部（現・江西区一帯）を編入するなど数次の市域拡大を行っている。1995年に釜山広域市に名称を改めるとともに、梁山郡内の旧東莱郡域（現・機張郡）を市域に編入した。
2000年には文化観光部2000年式の告示に伴い、公式の英語表記がそれまでの Pusan から Busan に改められた（ただし釜山大学校など、現在も Pusan の表記が使われる場合もある）。
長らく市庁は港に近い旧市街地の古い建物を使っていたが、1999年に蓮堤区に市庁の庁舎を建設して移転、裁判所なども蓮堤区に所在している。
市庁跡地には超高層ビルの釜山ロッテタウンタワーが建設中で、2026年に完成する予定である。
市の人口は近年まで増加の一途をたどり、一時400万人前後に達したが、2000年以降徐々にドーナツ化現象によって減少傾向にあると言われる。
2021年、2030年の国際博覧会の誘致に向け活動を本格化。釜山港の北側周辺を万博会場とする計画を立て各国に働きかけを行い 日本などの支持を得て2023年11月28日、開催地を決定する投票に臨んだがサウジアラビアのリヤドに大差で敗れた。

### 年表
- 1910年10月1日 - 慶尚南道東萊府が釜山府に改称。
- 1914年4月1日 - 釜山府を分割し、釜山港周辺の市街地を新たな釜山府とする。農村部の大部分は機張郡とともに東萊郡として編成、一部（左耳面・北面の各一部）は梁山郡に編入。
- 1936年4月1日 - 東萊郡西面および沙下面の一部を編入。
- 1942年10月1日 - 東萊郡東萊邑・沙下面・南面および北面の一部を編入。
- 1949年8月15日 - 釜山府が釜山市に改称。
- 1957年1月1日 - 中区・西区・東区・影島区・釜山鎮区・東萊区を設置。(6区)
- 1963年1月1日 - 慶尚南道釜山市が釜山直轄市に昇格。(6区)
  - 慶尚南道東萊郡亀浦邑・沙上面が釜山鎮区に編入。
  - 慶尚南道東萊郡北面および機張面の一部が東萊区に編入。
- 1975年10月1日 - 釜山鎮区・東萊区・東区の各一部をもって南区を設置。(7区)
- 1978年2月15日 - 釜山鎮区の北部と慶尚南道金海郡大渚邑および鳴旨面・駕洛面をもって北区を設置。(8区)
- 1980年4月1日 - 東萊区の一部を分離し、海雲台区を設置。(9区)
- 1983年12月15日 - 西区・北区のそれぞれ一部をもって沙下区を設置。(10区)
- 1988年1月1日 - 東萊区の一部を分離し、金井区を設置。(11区)
- 1989年1月1日 - 北区の西部と慶尚南道金海郡駕洛面・菉山面、義昌郡天加面をもって江西区を設置。(12区)
- 1995年1月1日 - 釜山直轄市が釜山広域市に改称。(12区)
- 1995年3月1日 - (15区1郡)
  - 慶尚南道梁山郡機張邑・長安邑・鼎冠面・日光面・鉄馬面を編入。その区域をもって機張郡を設置。
  - 慶尚南道鎮海市の一部を江西区に編入。
  - 東萊区の一部を分離し、蓮堤区を設置。
  - 南区の一部を分離し、水営区を設置。
  - 北区の一部を分離し、沙上区を設置。

## 行政と議会
- 市長

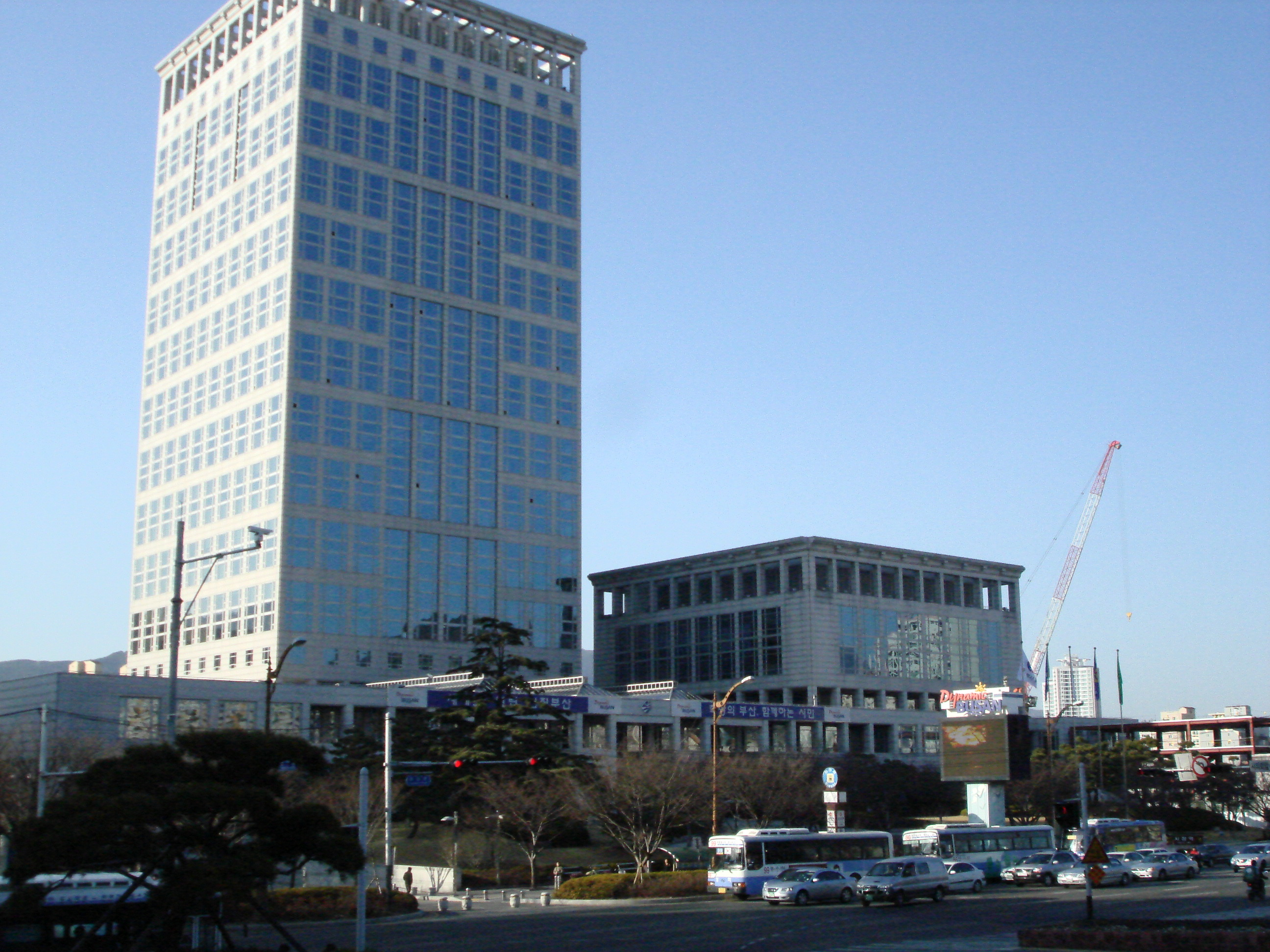
市庁舎（蓮堤区）

  - 30代（民選1期）：文正秀（문정수、1995年7月1日〜1998年6月30日）
  - 31代（民選2期）：安相英（안상영、1998年7月1日〜2002年6月30日）
  - 32代（民選3期）：安相英（안상영、2002年7月1日〜2004年2月4日）・・・収賄の疑いで逮捕・起訴され、拘置所に収監中の2004年2月4日に自殺[14]。
  - 33代（民選3期）：許南植（허남식、2004年6月6日〜2006年6月30日）・・・2004年6月5日の補選で当選。安相英前市長の残余任期を勤めた。
  - 34代（民選4期）：許南植（허남식、2006年7月1日〜2010年6月30日）
  - 35代（民選5期）：許南植（허남식、2010年7月1日〜2014年6月30日）
  - 36代（民選6期）：徐秉洙（서병수、2014年7月1日〜2018年6月30日）・・・海雲台区長（民選2期）の他、国会議員を連続4期（16〜19代）務めた。
  - 37代（民選7期）：吳巨敦（오거돈、2018年7月1日〜2020年4月23日）・・・盧武鉉政権時代の2005年1月5日〜2006年3月26日に海洋水産部長官を務めた。

出所：市長室「역대시장（歴代市長）」、日本語版サイト「歴代市長」。
- 38代（民選7期）：朴亨埈（박형준、2021年4月8日〜）

- 議会：47名（地域区42名＋比例代表5名）地域区は小選挙区制。

|          | 合計 | 国民の力 | 共に民主党 |
| 合計     | 47   | 45       | 2          |
| -------- | ---- | -------- | ---------- |
| 地域区   | 42   | 42       | 0          |
| 比例代表 | 5    | 3        | 2          |
出典：“부산광역시의회（釜山広域市議会）”参照。（2019年2月8日閲覧）

### 戦犯企業条例
2019年9月6日 - 釜山市議会第280回第2次本会議の中で、日本戦犯企業の製品の公共購買制限および表示に関する条例を可決。日本の菅官房長官から非難を受けている。

## 下位行政区画

行政区域図

### 区部
- 江西区（강서구） カンソく Gangseo-gu
- 金井区（금정구） クムジョンく Geumjeong-gu
- 南区（남구） ナムく Nam-gu
- 東区（동구） トンく Dong-gu
- 東萊区（동래구） トンネく Dongnae-gu
- 釜山鎮区（부산진구） プサンジンく Busanjin-gu
- 北区（북구） プクく Buk-gu
- 沙上区（사상구） ササンく Sasang-gu
- 沙下区（사하구） サハく Saha-gu
- 西区（서구） ソく Seo-gu
- 水営区（수영구） スヨンく Suyeong-gu
- 蓮堤区（연제구） ヨンジェく Yeonje-gu
- 影島区（영도구） ヨンドく Yeongdo-gu
- 中区（중구） チュンく Jung-gu
- 海雲台区（해운대구） ヘウンデく Haeundae-gu

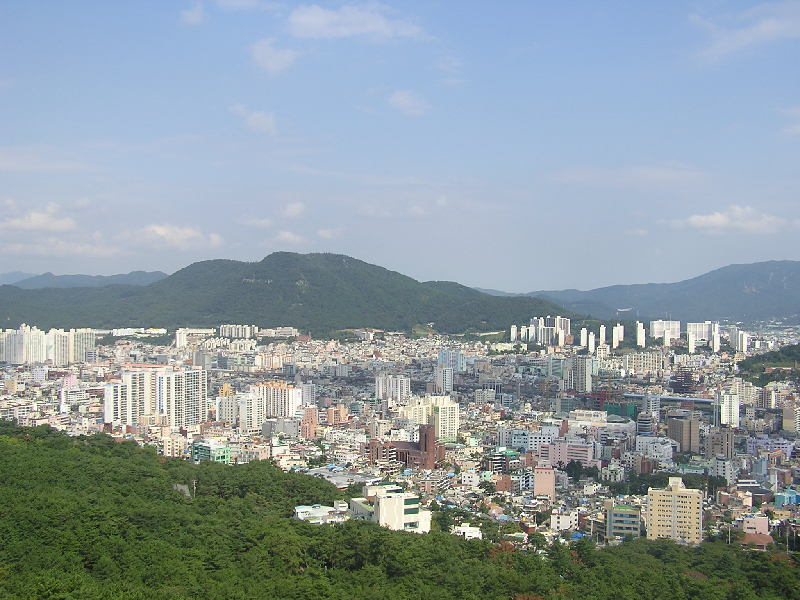
釜山広域市の風景

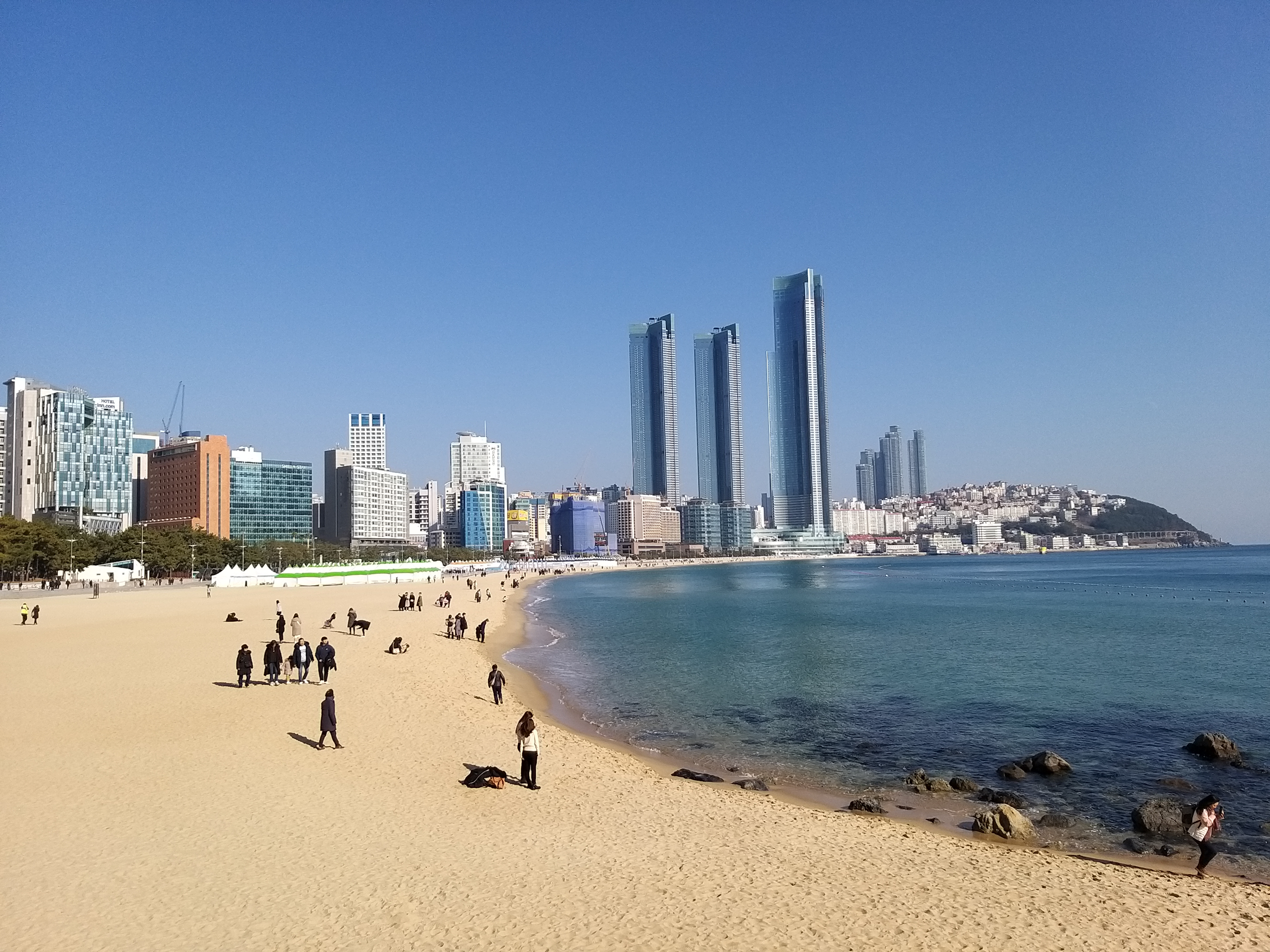
海雲台

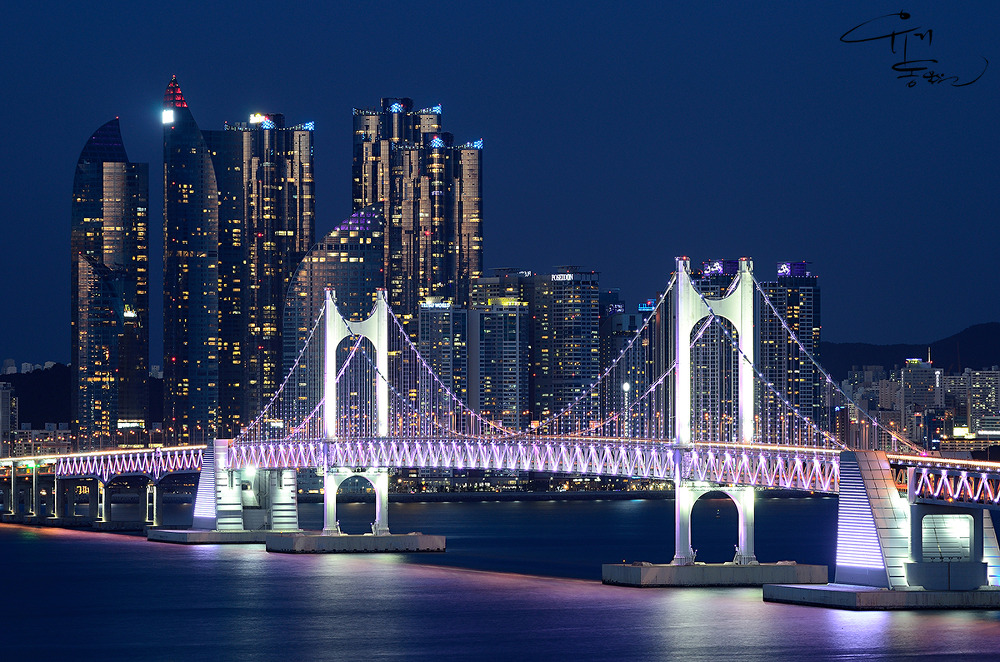
広安大橋の夜景

### 郡部
- 機張郡（기장군） キヂャンぐん Gijang-gun

読みは大韓民国の地方行政区画を参照。

## 国際交流

### 姉妹都市
- オークランド[16]
- バルセロナ
- ホーチミン
- 高雄市
- 新北市
- ロサンゼルス
- リオデジャネイロ
- 上海市
- 下関市
- 福岡市
- スラバヤ
- ティフアナ
- バルパライソ
- ビクトリア州
- ウラジオストク
- モントリオール
- 西ケープ州
- イスタンブール

韓国では2003年まで、姉妹都市関係は「1国1都市に限る」という規則があった。このため、釜山市は下関市と姉妹都市関係を結んでおり、福岡市とは当初は「行政交流都市」の関係を結んでいた。その後、この規制が撤廃されたことを受け、2007年2月2日、福岡市との関係の格を引き上げ、「姉妹都市」関係の締結を行った。

### 協定都市
- 大阪市 2008年5月21日 友好協力都市協定諦結。
- 横浜市 2006年6月26日 パートナー都市協定諦結。

### 交流自治体
- 北海道 2005年12月 友好交流提携諦結。

### 都市間交流の見直し
- 2019年7月23日、呉巨敦市長は、日本によるキャッチオール規制などの見直しを批判。釜山市主催の日韓交流行事などの全面的に見直す考えを表明。職員の訪日も中止した[17]。

## 環境
2013年イギリスの週刊新聞エコノミストが発表した「世界の経済大国のうち最も空気が汚染されている都市」でワースト5に入った。
韓国では、首都ソウルへの一極集中が激しく、韓国第2の都市である釜山も、ソウルに人口を吸われる立場となっている。2024年6月、韓国政府は釜山を「消滅危険地域」に分類したと発表した。ソウルではマンション販売価格が世界4位になるなど、不動産の高騰が止まらないが、新築マンションは売り出せばほぼ完売するのに対し、釜山の新築マンションは5割が空きとなっているとされる。人口の面では、釜山が減り続けているのに対し、よりソウルに近い仁川は増えており、特に就業・失業者を意味する「経済活動人口」では、2025年1月に仁川が釜山を上回っている。
経済の面でも、2023年時点で、釜山は域内GDPにおいて「韓国第2の都市」の地位を仁川に明け渡している。

## 文化
- 釜山では東南方言の一種である釜山マル（부산말）が話され、「友へ チング」など釜山を舞台にした作品でも耳にすることができる。
- 漁港を擁するため海鮮料理が名物であるほか、ホルモン焼き、豚骨スープを用いたテジクッパ、朝鮮戦争の際に北からの避難民が持ち込んだ平壌冷麺を起源に持つミルミョン、豚足をサラダ風に盛り付けるネンチェチョッパル、東莱地区のパジョン（ネギチヂミ）[22] などが釜山のご当地グルメに挙げられる[23]。

### 美術館
- 釜山市立美術館
- 釜山現代美術館
- コウン写真美術館 - 高銀財団の運営による、写真芸術専門美術館

### メディア
- KBS釜山放送総局
- MBC 釜山文化放送 - 九州朝日放送（KBC テレビ朝日系列）と姉妹局提携
- KNN（旧:釜山放送(PSB)、SBS系列局）- テレビ西日本（TNC フジテレビ系列）と姉妹局提携
  - かつてKBS釜山・第1ラジオからは、ラジオ韓国の日本向け日本語放送のサービスを、韓国標準時（日本時間同じ）0時から1時に放送していた時期があった。

### スポーツ
釜山で行われた著名な国際大会としては1997年の『東アジア競技大会』や、2019年12月21日に開催したUFCの『UFC Fight Night: Edgar vs. The Korean Zombie』などがある。この大会では、メインイベントにフランク・エドガーとジョン・チャンソンによるフェザー級戦が組まれた。また、大韓サッカー協会会長やFIFA理事などを務めた鄭夢奎が、2000年より釜山をホームタウンとするサッカークラブの『釜山アイパーク』のオーナーに就任している。
釜山に本拠地を置くプロスポーツチーム一覧
- ロッテ・ジャイアンツ（KBOリーグ）
- 釜山アイパーク（Kリーグ2）
- 釜山交通公社FC（K3リーグ）
- 釜山KTソニックブーム（韓国バスケットボールリーグ）
- 釜山BNKサムズ（韓国女子バスケットボールリーグ）
- 釜山慶南競馬場（韓国馬事会）

## 教育

### 大学校
国立
- 釜慶大学校
- 釜山教育大学校
- 釜山大学校
- 韓国海洋大学校

私立
- 慶星大学校
- 高神大学校
- 東明大学校
- 東西大学校
- 東亜大学校
- 東義大学校
- 釜山カトリック大学校
- 釜山外国語大学校
- 新羅大学校
- 霊山大学校（海雲台キャンパス）
- 仁済大学校（釜山キャンパス）

### 専門大学
- 慶南情報大学校
- 大同大学校
- 東義科学大学校
- 釜山慶尚大学校
- 釜山科学技術大学校
- 釜山保健大学校
- 釜山女子大学校
- 釜山芸術大学校
- 韓国ポリテク7大学（釜山キャンパス、東釜山キャンパス）

## 交通

### 港
釜山港は大韓民国のハブ港湾であり、2021年の釜山港の海上コンテナ取扱量は世界7位である。貨物の増大に伴い、市の西部に釜山新港が整備され、機能分散を図っている。
- 釜山港

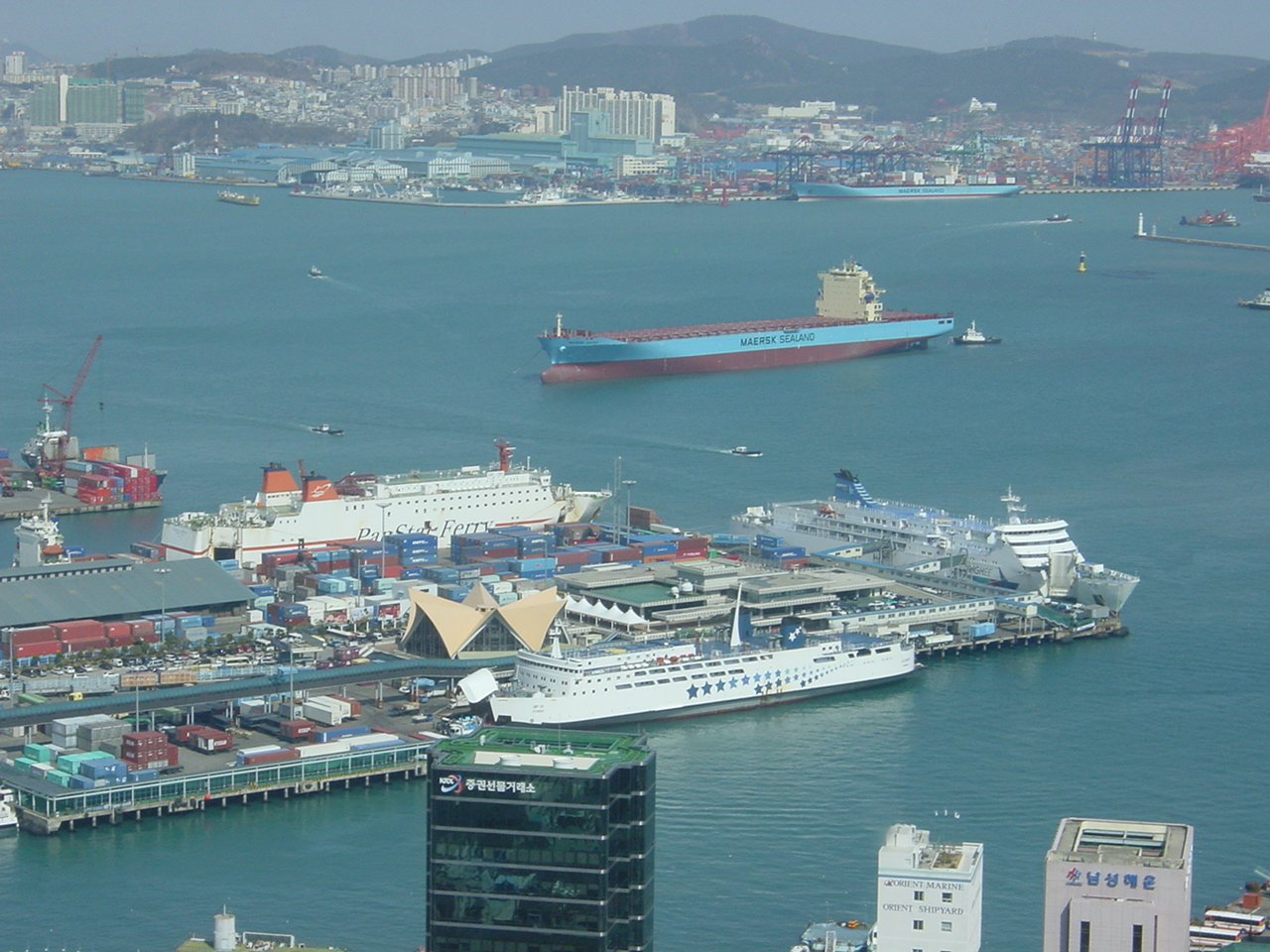
釜山港に停泊中の日本行き国際フェリー。大阪行（奥）・下関行（右）・廃止された広島行（手前）

  - 釜山国際旅客船ターミナル - 日本の大阪港、神戸港、下関港（関釜フェリー・釜関フェリー）、博多港（ビートル・コビー、カメリアライン）、厳原港と比田勝港（大亜高速海運）に就航。
  - 釜山沿岸旅客船ターミナル
- 釜山新港 - 慶尚南道昌原市鎮海区に跨る。

### 空港

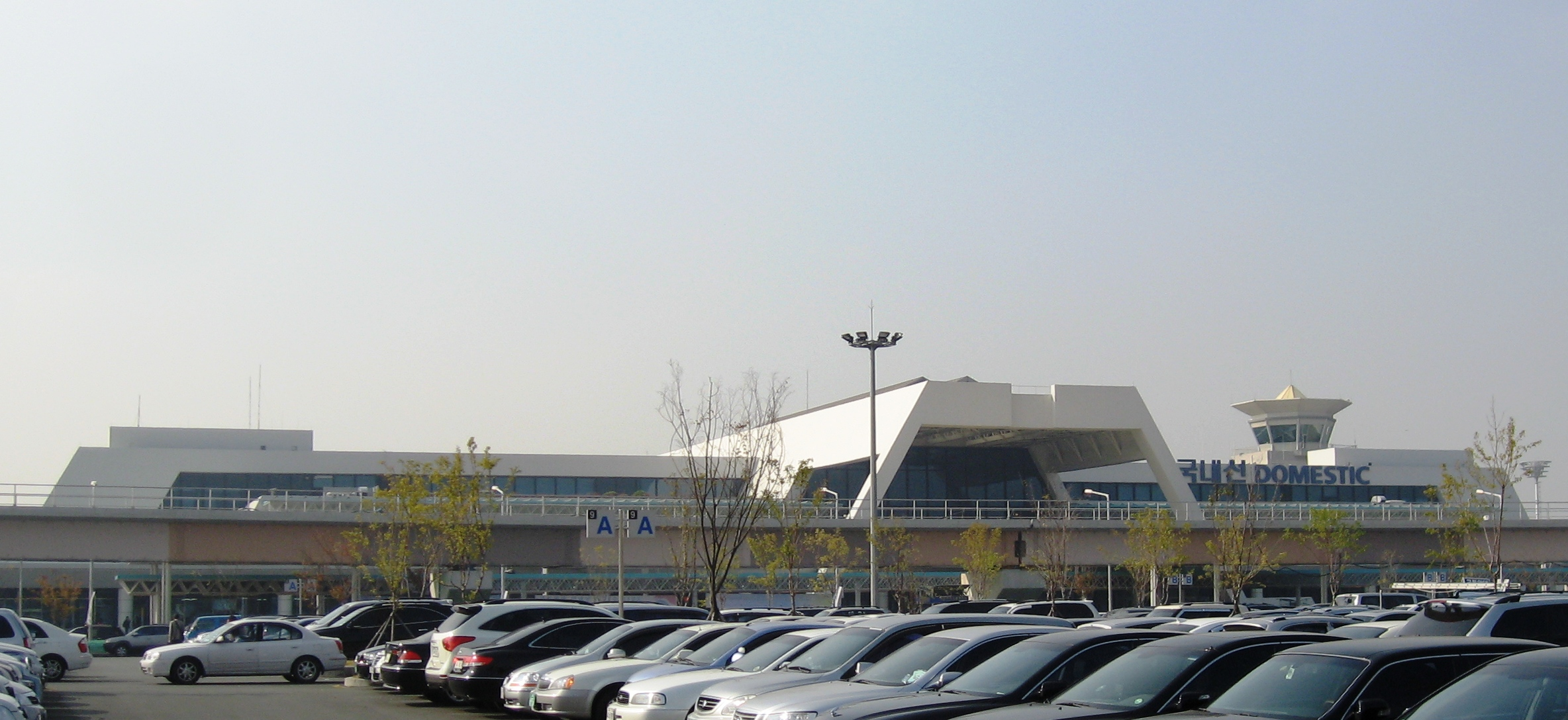
金海国際空港 国内線ターミナルビル

- 金海国際空港

### 鉄道

#### 韓国鉄道公社（KORAIL）
ここでは主要な駅を掲載。
- 釜山駅
  - 京釜線とKTX・SRTの列車が発着する。
- 釜田駅
  - 東海線・慶全線の列車が発着。
釜山都市鉄道の駅までは300mほど離れている。
- 亀浦駅
  - 京釜線・慶全線の列車と、KTXの一部が停車。
- 新海雲台駅
  - 少数の京釜線の列車が発着、東海線の列車が停車。

#### 都市鉄道
- 釜山交通公社

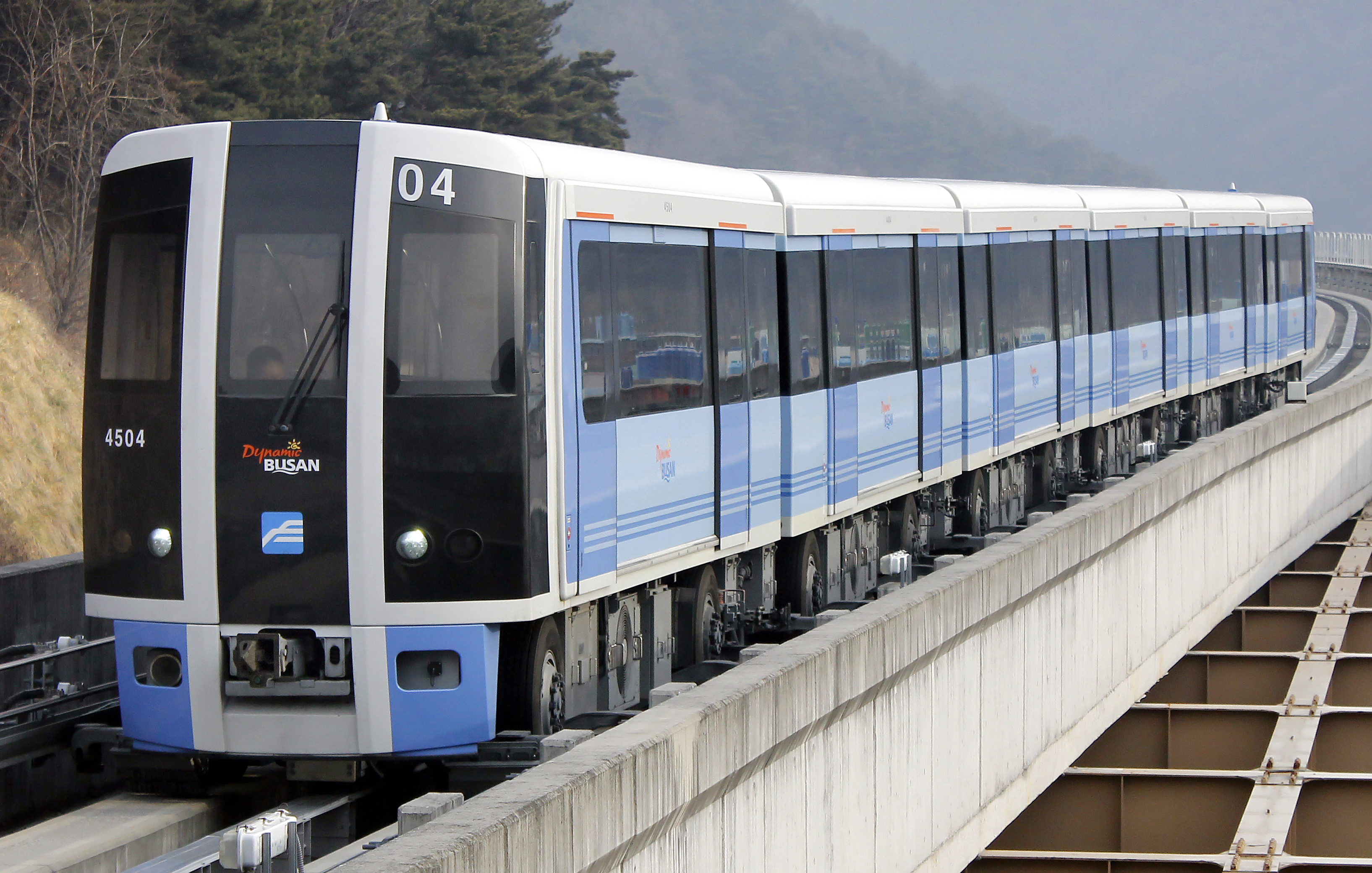
釜山交通公社４号線

  - 4つの都市鉄道路線（釜山都市鉄道）を運営している。
- 釜山-金海軽電鉄
  - 2011年9月9日開業（開通式は9月16日）[24]。沙上駅と隣町金海市の加耶大駅の間で運行。金海国際空港へのアクセス路線でもある。
- 広域電鉄東海線
  - 2016年12月29日開業。

1968年までは、市電（路面電車）も市街地で運行されていた。詳しくは釜山市電を参照。

### バス

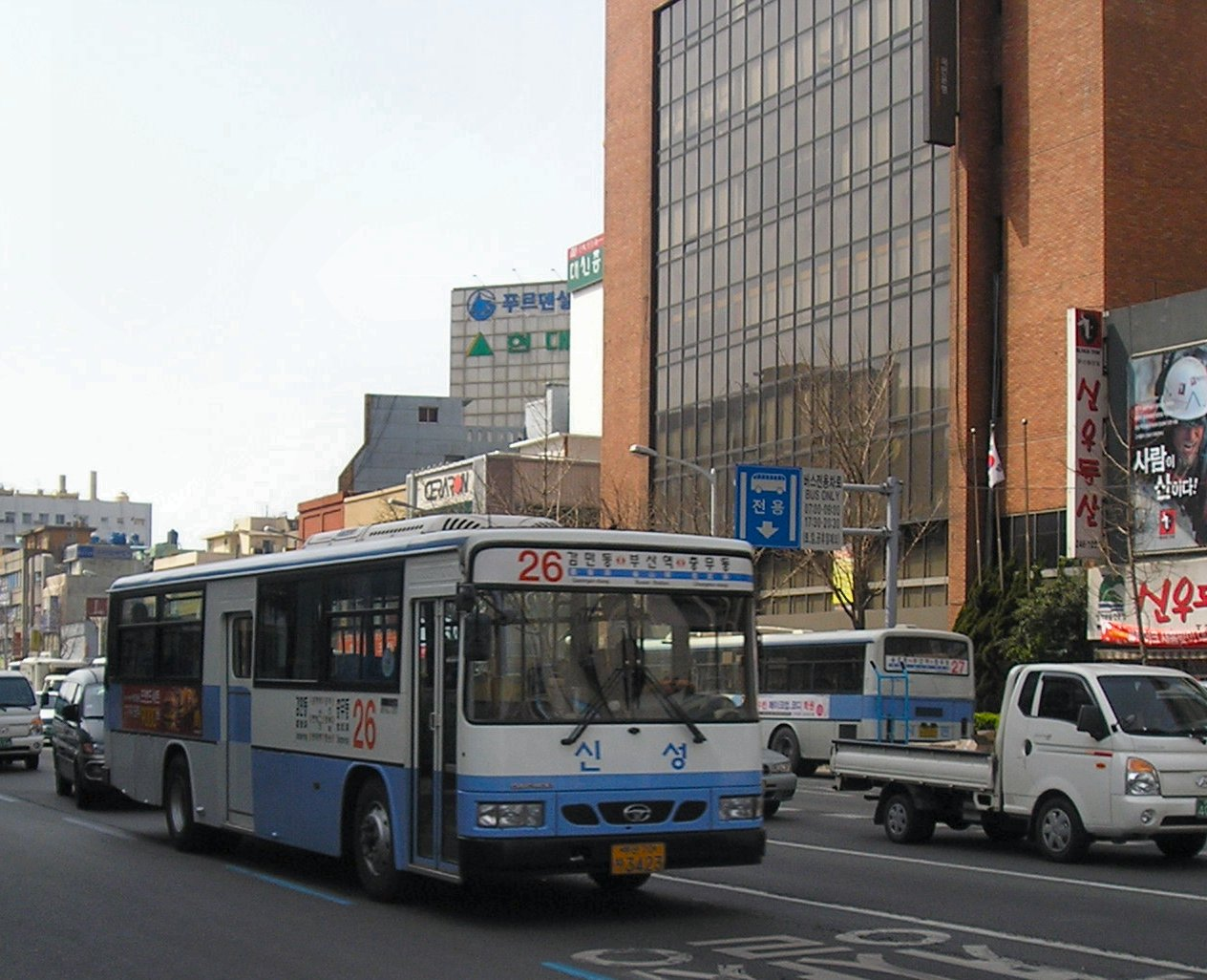
市内バス

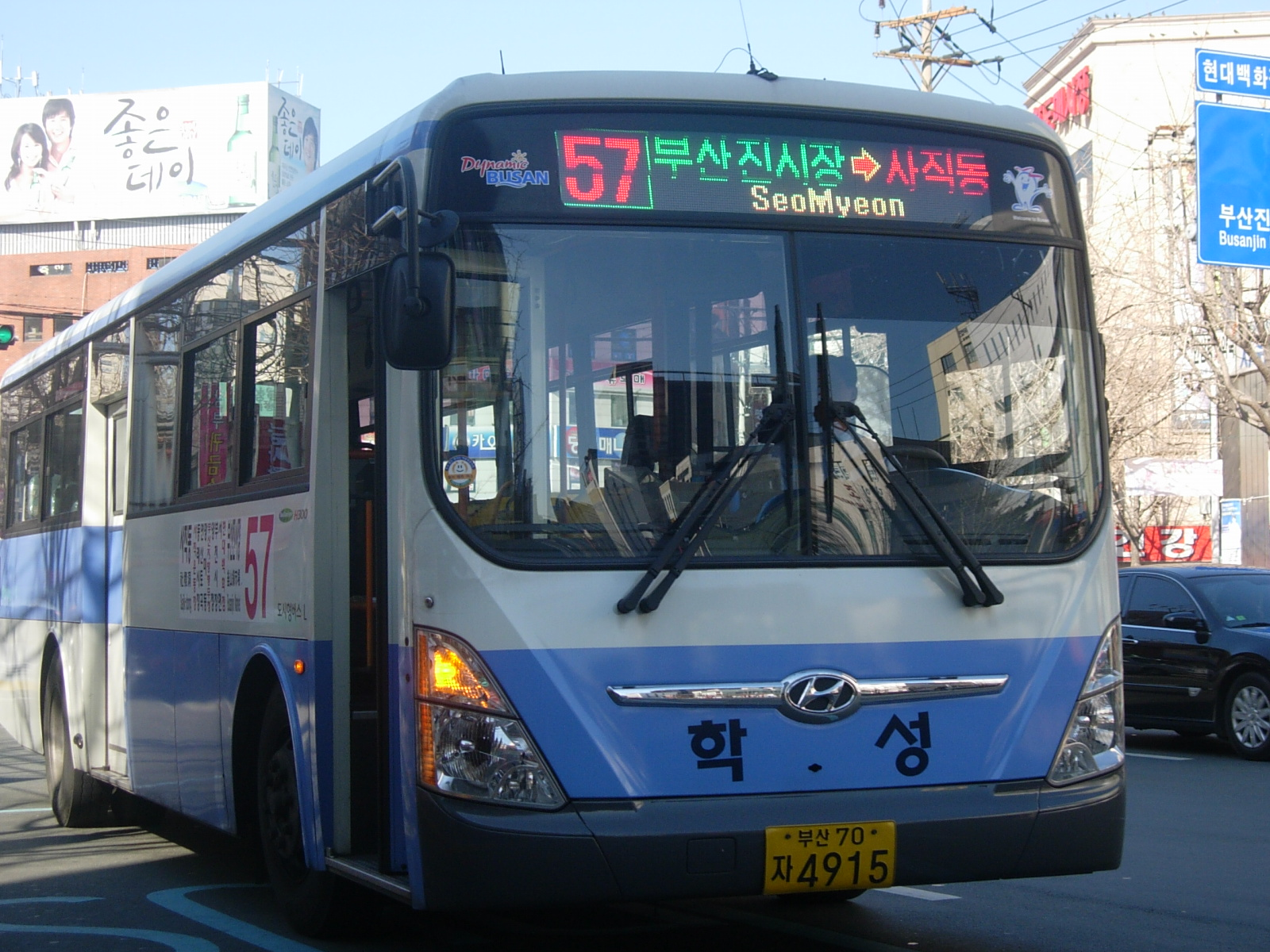
釜山市内バス57番

#### バスターミナル
- 釜山総合高速バスターミナル
  - ソウル特別市等の全国各地に向かう高速バスが発着している。
- 釜山西部バスターミナル
  - 慶尚南道地域に向かうバス主体。

#### 市内バス
バス運送事業組合及びマウルバス運送事業組合の傘下事業者により、多数のバス路線が設定・運行されている。運賃・機能体系は一般バス・座席バス・マウルバス・深夜バスに分かれる。運賃支払いにはハナロカードも利用でき、カード利用割引、地下鉄乗継割引などの制度が適用される。
一部路線は蔚山広域市や梁山市へも乗り入れているほか、蔚山広域市・梁山市の市内バスにも釜山市内への乗り入れ路線がある。

### 高速道路
- 京釜高速道路（1号線）
  - 釜山インターチェンジ - 久瑞ジャンクション - 老圃インターチェンジ（ソウル方面のみ出入り可能）
- 中央高速道路（55号線）
  - 三楽インターチェンジ - 大渚ジャンクション - 亀浦インターチェンジ
- 南海高速道路（10号線）
  - 北釜山料金所 - 大渚ジャンクション
- 南海高速道路第二支線（104号線）
  - 駕洛インターチェンジ - 西釜山料金所 - 西釜山インターチェンジ - 沙上インターチェンジ

### 国道
- 国道2号
- 国道7号
- 国道14号
- 国道31号線 (韓国)（朝鮮語版）
- 国道35号線 (韓国)（朝鮮語版）
- 国道58号線 (韓国)（朝鮮語版）
- 国道77号

## 名所・旧跡・観光スポット・祭事・催事

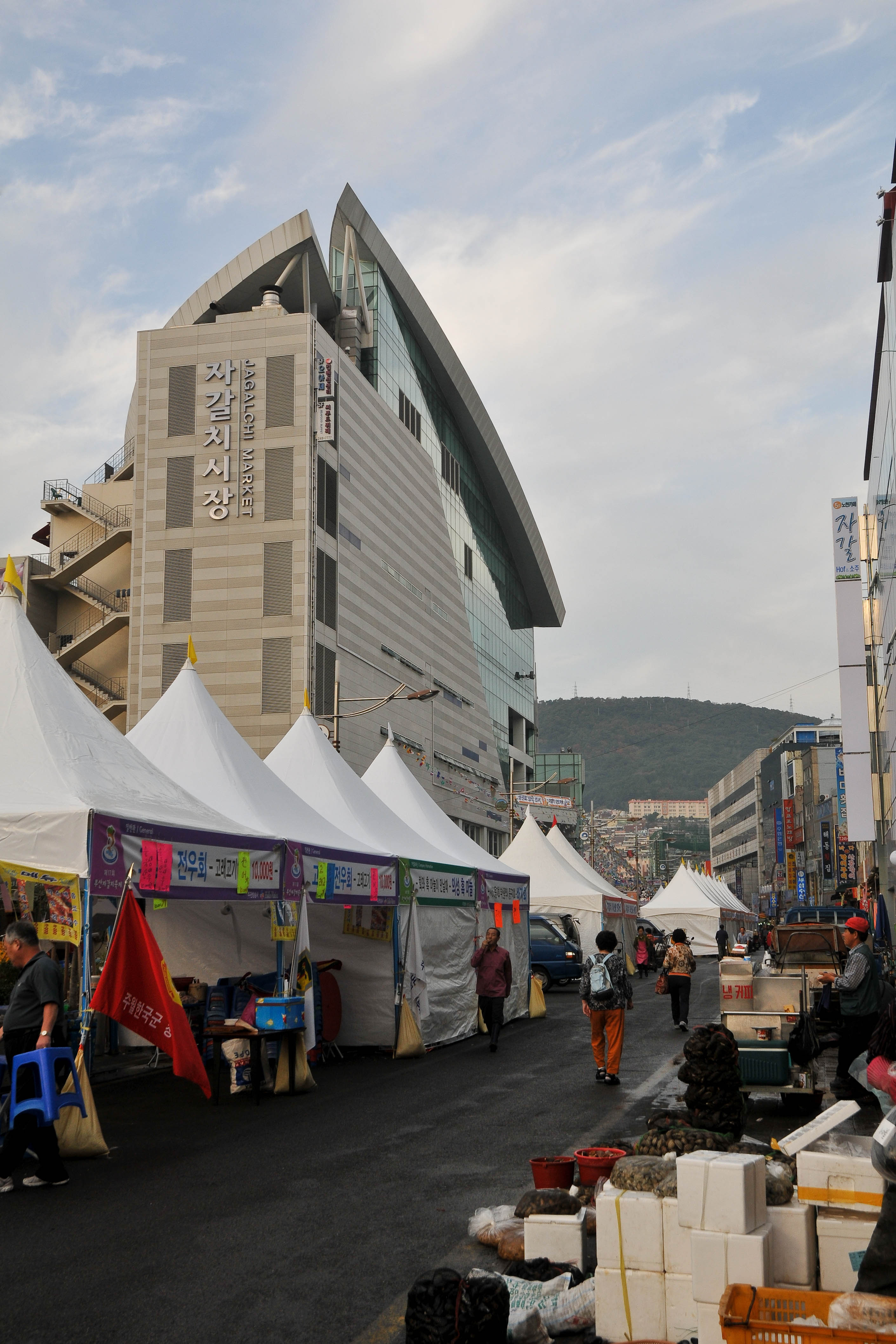
チャガルチ市場

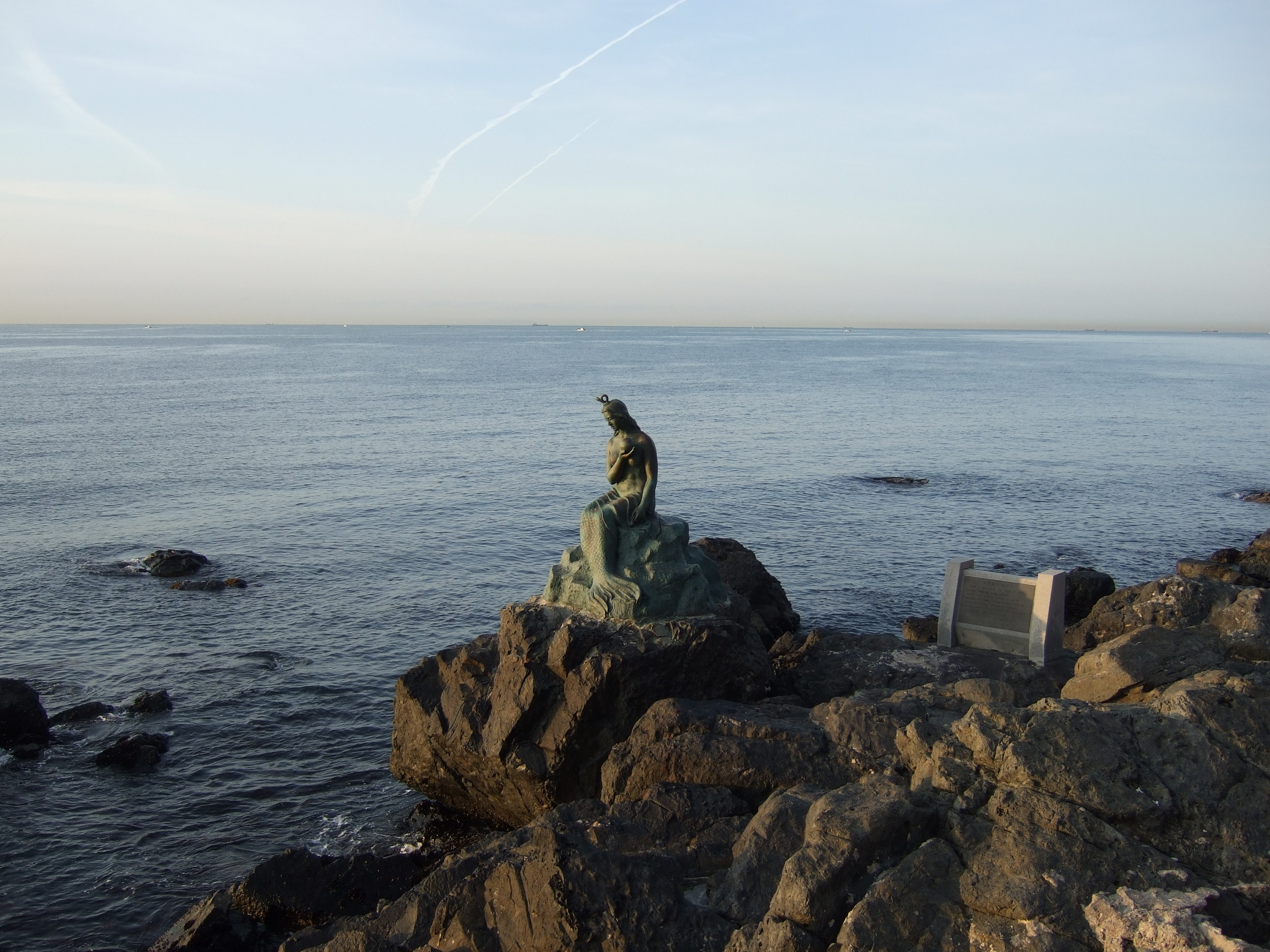
冬柏

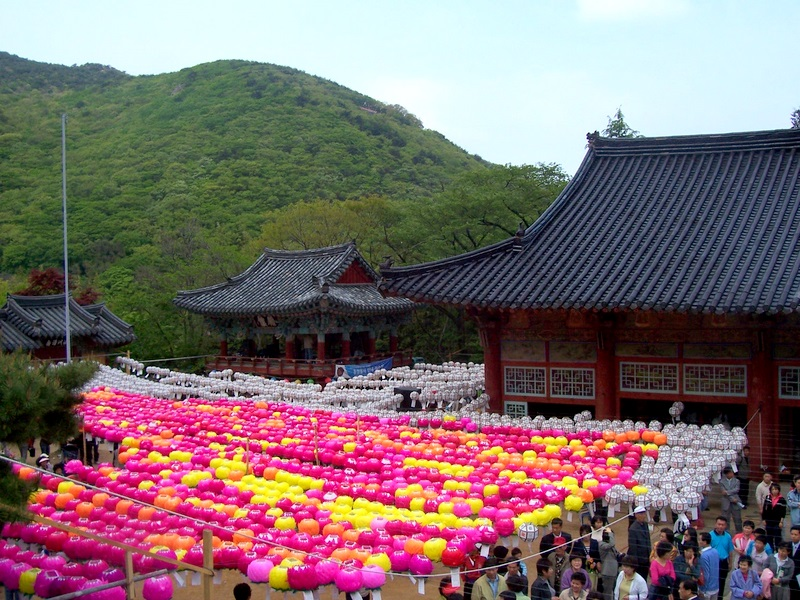
梵魚寺

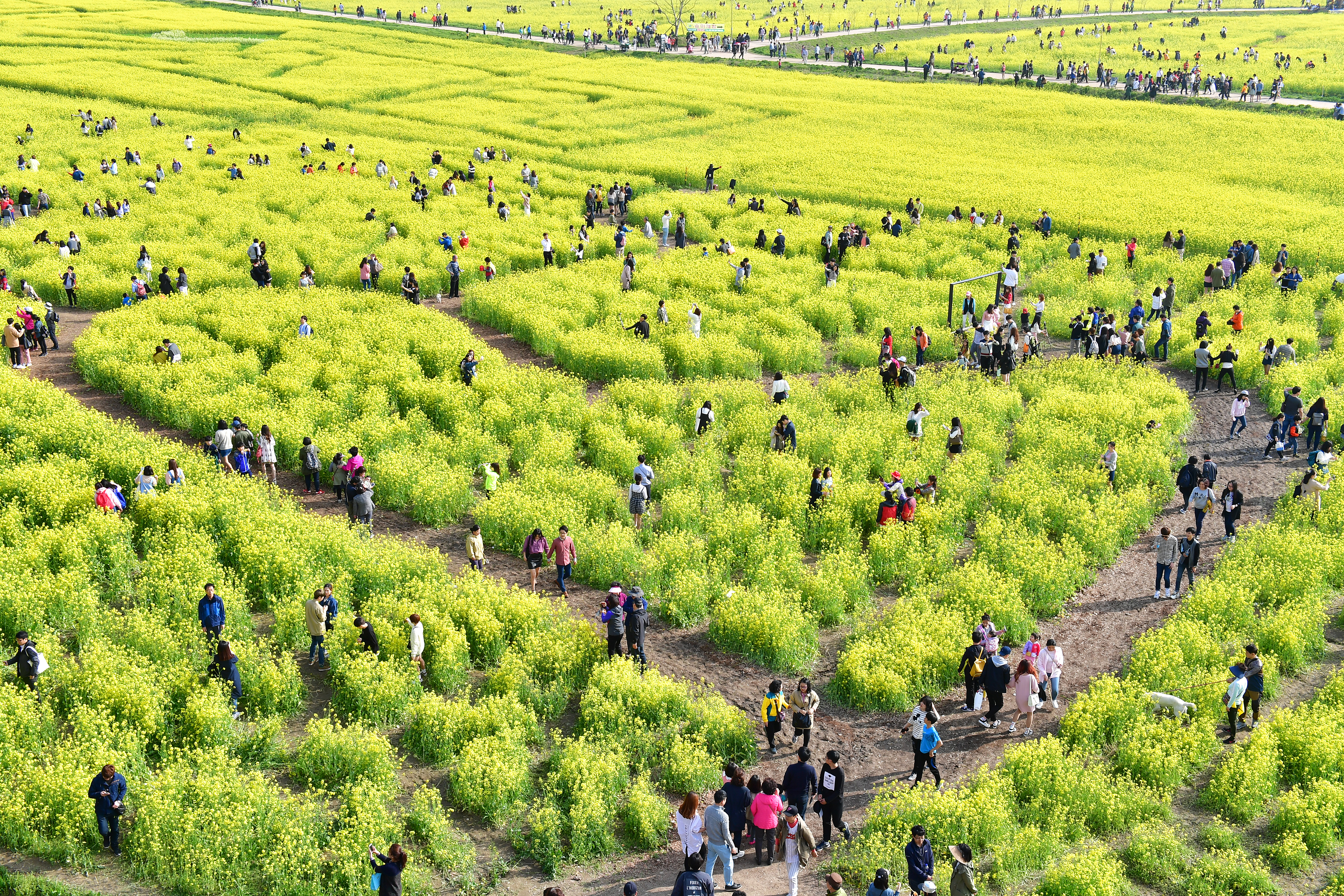
大渚生態公園

### 観光
- 釜山タワー
- 海雲台LCT The Sharp
- 龍頭山公園
- 釜山アクアリウム
- BEXCO
- 太宗台
- 梵魚寺
- 国立日帝強制動員歴史館
- 釜山近代歴史館
- 海東龍宮寺

### 繁華街
- 南浦洞
- 国際市場
- チャガルチ市場
- 西面
- 西面市場
- 東萊温泉
- 釜山大学校
- 海雲台

### リゾート
- 海雲台
- 広安里

### 催事
- 釜山国際映画祭

## 釜山広域市を舞台とした作品

### 映画
- 『ブラックパンサー』
- 『東京-ソウル-バンコック 実録麻薬地帯』 - 千葉真一主演。
- 『友へ チング』
- 『チルソクの夏』
- 『まだまだあぶない刑事』 - 冒頭の「ブラックマーケットの取引現場」シーンを釜山港影山地区で撮影。
- 『HERO』 - 木村拓哉主演。韓国からイ・ビョンホンが友情出演している。
- 『悪いやつら』
- 『弁護人』
- 『国際市場で逢いましょう』
- 『暗数殺人』

### テレビドラマ
- 『はぐれ刑事純情派』 - 2000年（平成12年）1月1日放送「安浦刑事、韓国へ飛ぶ！釜山港へ帰る女・父と娘、遙かなる帰郷[25]」
- 『スペシャルドラマ 海峡』 - 2007年放送のNHKドラマ
- 『応答せよ1997』-  2012年にtvNで放送された韓国ドラマ
- 『めんたいぴりり』-  2013年にテレビ西日本開局55周年記念で製作・放送されたローカルスペシャルドラマ。川原俊夫の生涯を基にしたフィクションで、少年期を過ごした日本統治時代の釜山府が最初の舞台。

## 著名な出身者

### 政治家
- 盧武鉉 - 大韓民国・第16代大統領
  - 慶尚南道金海郡（現・金海市）で生まれ、釜山商業高校を卒業。1978年から1987年までの弁護士時代は釜山の法律事務所で活動。1988年の国会議員選挙に釜山市東区選挙区から出馬して当選し政界入りした。
- 文在寅 - 大韓民国・第19代大統領
  - 出生地は慶尚南道巨済郡（現・巨済市）だが、小学校入学前に釜山市影島区に一家で移住し、釜山市内の南港小学校、慶南中学校、慶南高校に通った。弁護士時代は盧武鉉とともに釜山の法律事務所で活動。国会議員時代の選挙区は釜山市沙上区。

### スポーツ選手
- 李大浩 プロ野球選手、ロッテ・ジャイアンツ所属
- 李恵践 プロ野球選手、メルボルン・エイシズ所属
- 孫児葉 プロ野球選手、ロッテ・ジャイアンツ所属
- 宋勝準 プロ野球選手、ロッテ・ジャイアンツ所属
- 朴漢伊 プロ野球選手、三星ライオンズ所属
- 尹盛桓 プロ野球選手、三星ライオンズ所属
- 張元準 プロ野球選手、斗山ベアーズ所属
- 鄭根宇 プロ野球選手、ハンファ・イーグルス所属
- 李宅根 プロ野球選手、ネクセン・ヒーローズ所属
- 張成宇 プロ野球選手、KTウィズ所属
- 秋信守 プロ野球選手、テキサス・レンジャーズ所属
- 金無英 元プロ野球選手、環太平洋大学コーチ
- 金致坤 プロサッカー選手、サラワクFA所属
- 金昌洙 プロサッカー選手、蔚山現代FC所属
- 金昶訓 プロサッカー選手、水原FC所属
- 金旼弟 プロサッカー選手、水原FC所属
- 丁東浩 プロサッカー選手、蔚山現代FC所属
- 崔昇仁 プロサッカー選手、釜山アイパーク所属
- 文慶建 プロサッカー選手、済州ユナイテッドFC所属
- 崔龍洙 元プロサッカー選手
- 金裕晋 元プロサッカー選手
- 朴炡慧 元プロサッカー選手

### 芸能人
- チャン・ヘジン
- チェ・ジウ
- イ・ジュンギ
- チャン・ヒョク
- コン・ユ
- アン・ジェホン
- ハ・ヨンス（女優、但し現在は日本で活動）
- ソルリ（元f(x)、女優）
- ソンモ（超新星）
- チョン・ヨンファ（CNBLUE、俳優）
- イ・ジョンヒョン（CNBLUE、俳優）
- ウヨン（2PM）
- チョン・デヒョン（B.A.P）
- パク・ジミン（BTS）
- チョン・ジョングク（BTS）
- ウジ（SEVENTEEN）
- チョン・ウンジ（Apink）
- ユナ（AOA）
- ミナ（AOA）
- アリン（OH MY GIRL）
- EXY（宇宙少女）
- ハン・ソナ
- カン・ダニエル
- パク・ジウォン（fromis 9）
- チョ・ユリ（元IZ*ONE）
- I.N（Stray Kids）
- ジニ（NMIXX）
- ウィンター（aespa）